# Wladimir Zepeljow
Wladimir Zepeljow (russisch Владимир Цепелёв, englische Transkription Vladimir Tsepelyov; * 10. Oktober 1956) ist ein ehemaliger sowjetischer Weitspringer.
1978 gewann er jeweils Bronze bei den Halleneuropameisterschaften in Mailand und den Europameisterschaften in Prag. 1979 folgte ein Sieg bei den Halleneuropameisterschaften in Wien.
1978 wurde er sowjetischer Meister im Freien, 1978, 1981 und 1982 in der Halle.

## Persönliche Bestleistungen
- Weitsprung: 8,13 m, 5. Juni 1982, Riga
  - Halle: 8,00 m, 6. Februar 1983, Vilnius